# Zamindaris kshatriya

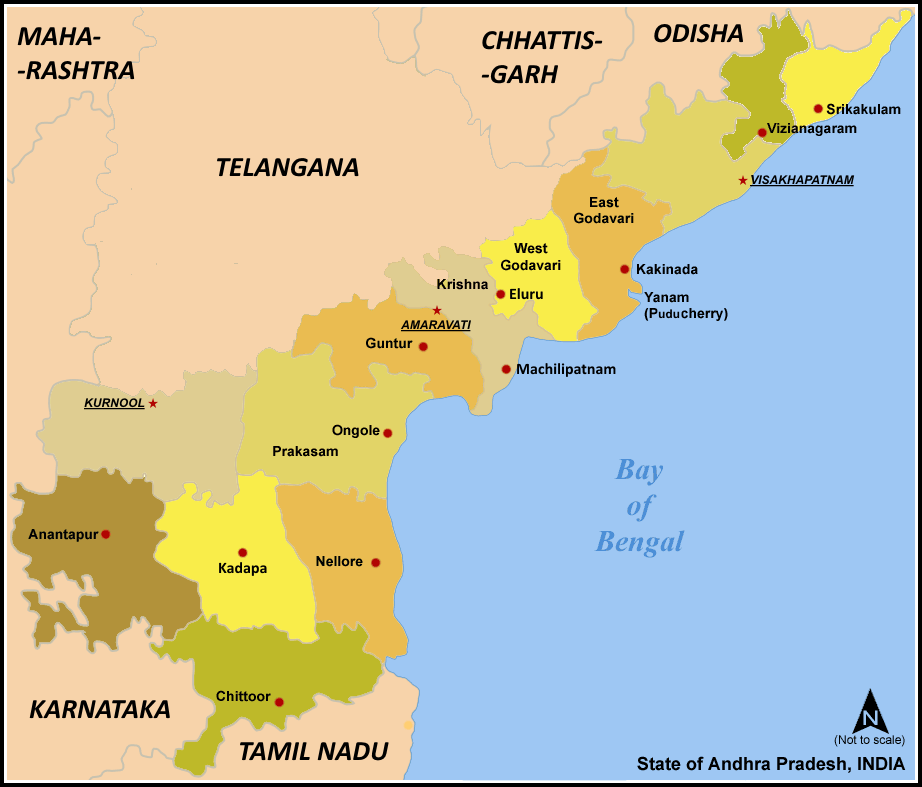
Districtes d'Andhra Pradesh.

Això és una llista de regnes, mokasadaris i zamindaris dominats per membres de la casta kshatriya (o raju) d'Andhra Pradesh, abans que aquestes funcions foren abolides el 1952. Els rajus o kshatriyes reclamaven ser descendents dels regnes antics o medievals o dinasties Ikshvaku, Vishnukundina, Chalukya, Chagi, Pericchedi, Ganga Oriental i regne de Gajapati.
- Chemudu, clan Vyricharla
- Ellore, clan Thirupathiraju
- Golugonda, clan Bhupathiraju c
- Karvetinagar al districte de Chittoor prop de Tirupati. Raja Sahib Kumar Swamy Raja Perumal
- Kosaraju
- Kurupam, clan Vyricharla clan
- Korukonda, clan Thirupathiraju
- Merangi, clan Satrucharla [2]
- Markundapadu, clan Sunkavalli
- Mogalthur, clan Kalidindi
- Moida, clan Penumatcha
- Owk
- Ongole, clan vulchi(ulichi) i clan samanthapudi
- Padmanabham Raja Sagi Clan (Raja Sagi Padmanabha Raju). El fundador d'aquesta família fou Raja Sagi Raja Ramachandra Raju. Foren també uns dels descendents de l'antiga dinastia Chagi.
- Pachipenta
- Polavaram, Venkata Carner Deo
- Palakonda
- Parvatipuram
- Peddapuram, dinastia Vatsavai
- Rajamundry, clan Pusapati de Vizianagaram
- Ramachandrapuram, família reial de Kota S.R.K. Raja Gopal Narasa Raju i S.R.K. Ram Chandra Raju.
- Salur
- Tuni, família reial Vatsavai
- Vizianagaram, dinastia reial Pusapati i també governants del principat de Vizianagaram. La seva regla es va estendre del modern districte de Vizianagaram al districte de Visakhapatnam d'un costats i de l'altra des del districte de Srikakulam fins a Orissa.Fou el kshatriya més gran i la principal dinastia hindú d'Andhra Pradesh. Els Pusapatis eren també descendents dels Maharanes de Udaipur.
- Jeypore, Maharajah de Jeypore Vikram Deo.